# Camille Danguillaume
Camille Danguillaume (Châteaulin, 4 juni 1919 – Arpajon, 26 juni 1950) was een Frans wielrenner.
Danguilaume was profwielrenner van 1942 tot aan zijn dood in 1950 en won onder andere Luik-Bastenaken-Luik. Hij kwam uit een grote wielerfamilie. Hij was de oudste van vijf fietsende broers en een oom van twee wielrenners, onder wie Jean-Pierre Danguillaume die in de jaren '70 succesvol was. Tijdens het Frans kampioenschap van 1950 werd hij aangereden door een motorrijder. Hij bezweek een aantal dagen later aan zijn verwondingen.

## Belangrijkste resultaten
1943
- 3e Parijs-Camembert

1946
- Internationaal Wegcriterium (gedeeld winnaar met Kléber Piot)[1]

1948
- Internationaal Wegcriterium

1949
- Luik-Bastenaken-Luik
- 2e Kampioenschap van Zürich
- 2e Frans kampioenschap

## Resultaten in voornaamste wedstrijden
| Jaar | Ronde van Italië | Ronde van Frankrijk | Ronde van Spanje |
| ---- | ---------------- | ------------------- | ---------------- |
| 1943 |                  |                     |                  |
| 1944 |                  |                     |                  |
| 1945 |                  |                     |                  |
| 1946 |                  |                     |                  |
| 1947 |                  | opgave              |                  |
| 1948 |                  | opgave              |                  |
| 1949 |                  |                     |                  |

| Jaar | Parijs-Roubaix | Luik-Bast.‑Luik |  | WK op de weg |
| ---- | -------------- | --------------- |  | ------------ |
| 1943 | 6e             |                 |  |              |
| 1944 | 39e            |                 |  |              |
| 1945 |                |                 |  |              |
| 1946 | 5e             |                 |  |              |
| 1947 |                | 35e             |  |              |
| 1948 | 12e            | 5e              |  |              |
| 1949 |                | Goud            |  | 8e           |